# Грудцыны
 Грудцыны  — деревня в Кумёнском районе Кировской области в составе Вожгальского сельского поселения.

## География
Расположена на расстоянии примерно 16 км на восток-северо-восток от районного центра поселка Кумёны на юго-восток от села Вожгалы.

## История
Известна с 1724 года как деревня Грудцынская с 2 дворами, в 1764 году 30 жителей.  В 1802 году 5 дворов. В 1873 году здесь дворов 8 и жителей 58, в 1905 9 и 57, в 1926 (Грудцины) 10 и 57, в 1950 (Грудченки) 12 и 45, в 1989 172 жителя. Современное название закрепилось с 1978 года.

## Население
Постоянное население составляло 191 человека (русские 93%) в 2002 году, 184 в 2010.